# Jochen Sachse
Jochen Sachse   (Frankenberg, 2 d'octubre de 1948) és un atleta alemany, ja retirat, especialista en el llançament de martell, que va competir sota bandera de la República Democràtica Alemanya durant les dècades de 1960 i 1970.
El 1972 va prendre part en els Jocs Olímpics d'Estiu de Múnic, on va guanyar la medalla de plata en la prova del llançament de martell del programa d'atletisme. Quatre anys més tard, als Jocs de Mont-real, fou sisè en la mateixa prova.
En el seu palmarès també destaca una medalla de plata al Campionat d'Europa d'atletisme de 1974 i una d'or a les Universíades de 1970. A nivell nacional guanyà els campionats de la República Democràtica Alemanya de 1971, 1972, 1975 i 1976.
El seu nom apareix en nombrosos documents vinculats al dopatge que foren fets públics després de la reunificació alemanya.

## Millors marques
- Llançament de martell. 76,44 metres (1977)[4]